# George Legge, 3. hrabě z Dartmouthu
George Legge, 3. hrabě z Dartmouthu (George Legge, 3rd Earl of Dartmouth, 3rd Viscount Lewisham, 4th Baron Dartmouth) (3. října 1755 – 10. listopadu 1810) byl britský státník a dvořan, v politice patřil k toryům. Byl poslancem Dolní sněmovny, po otci pak vstoupil do Sněmovny lordů (1801). Několikrát byl členem vlády, nakonec zastával u dvora funkce nejvyššího hofmistra a nejvyššího komořího. Byl rytířem Podvazkového řádu.

## Kariéra
Pocházel ze starobylého šlechtického rodu, byl nejstarším synem ministra kolonií a nejvyššího hofmistra 2. hraběte z Dartmouthu. Studoval v Harrow a v Oxfordu, v letech 1775-1778 podnikl kavalírskou cestu po Francii a Itálii. V letech 1778-1784 byl členem Dolní sněmovny za stranu toryů, v letech 1782-1783 byl lordem komořím prince waleského, zastával také další čestné funkce. V roce 1784 neuspěl ve volbách, v roce 1801 po otci zdědil titul hraběte a vstoupil do Sněmovny lordů (do té doby vystupoval pod jménem vikomt Lewisham). V letech 1801-1802 byl prezidentem kontrolního úřadu Východoindické společnosti, od roku 1801 byl též členem Tajné rady. Poté zastával nejvyšší funkce u dvora, byl lordem nejvyšším hofmistrem (1802-1804) a lordem nejvyšším komořím (1804-1810), v roce 1805 obdržel Podvazkový řád.

## Rodina
V roce 1782 se oženil se svou sestřenicí Frances Finchovou (1761-1838), dcerou 3. hraběte z Aylesfordu. Dědicem hraběcího titulu byl syn William Legge, 4. hrabě z Dartmouthu (1784-1863), který byl krátce předtím členem Dolní sněmovny (1810). Další syn Heneage Legge (1788-1844) byl v letech 1819-1826 též poslancem. Třetí syn Charles (1799-1821) sloužil u námořnictva, nejmladší syn Arthur (1800-1870) dosáhl v armádě hodnosti generála.